# Cirkusrevyen 67
Cirkusrevyen 67 er en spillefilm fra 1967 instrueret af Preben Kaas efter manuskript af Preben Kaas og Poul Sabroe.

## Handling
Filmen er en filmversion af Cirkusrevyen fra 1967. Revyens hovednummer var revyvisen "Hvem har du kysset i din gadedør?" fremført af Dirch Passer og Daimi, og de to er afbilledet på filmplakaten. 

## Medvirkende (udvalg)
- Dirch Passer
- Daimi Gentle
- Lily Broberg
- Jytte Abildstrøm
- Preben Kaas
- Ole Søltoft
- Klaus Pagh